# Melanolophia flaviceps
Melanolophia flaviceps är en fjärilsart som beskrevs av W. Warren 1907. Melanolophia flaviceps ingår i släktet Melanolophia och familjen mätare. Inga underarter finns listade i Catalogue of Life.